# Ariadne auf Naxos
Ariadne auf Naxos (op. 60) ist eine Oper von Richard Strauss. Das Libretto stammt von Hugo von Hofmannsthal. Die erste Fassung (TrV 228) war als Abschluss einer Aufführung von Molières Der Bürger als Edelmann vorgesehen, und so wurde sie am 25. Oktober 1912 im Stuttgarter Hoftheater uraufgeführt. Anschließend ersetzten Hofmannsthal und Strauss Molières Komödie durch ein neues „Vorspiel“. Die Uraufführung dieser zweiten Fassung (TrV 228a) fand am 4. Oktober 1916 in der Wiener Hofoper statt.

## Handlung
Die Rahmenhandlung der ersten Fassung (ohne Vorspiel) spielt im Haus eines reichen Mannes (Monsieur Jourdain aus Molières Der Bürger als Edelmann) in Paris. In der zweiten Fassung handelt es sich bei dem Besitzer um einen unbenannten Wiener Neureichen. Die Bühne der zweiten Fassung beschrieb Hugo von Hofmannsthal detailliert in seinen Angaben für die Gestaltung des Dekorativen in Ariadne.

### Vorspiel – Im Palast eines Neureichen
„Ein großer Saal im Barock- oder Rokokostil, in welchem die ‚Bühne‘ von Theaterarbeitern eben eingebaut wird, die Räume für die Garderoben der Sänger und Masken können außerhalb des Raumes angenommen werden oder gleichfalls in dürftiger improvisierter Weise in den Saal eingebaut werden, das Gesamtbild soll von dem einer ‚Probebühne‘ nicht sehr abweichen, die Rückseite von Prospekten und Kulissen darf und soll sichtbar werden, die Beleuchtung soll dürftig sein, kurz, das Ganze kann von einem geschickten Regisseur mit Hilfe jeder Operndekoration, die einen – nicht gerade mittelalterlichen – Saal darstellt, hergestellt werden.“

Im Haus eines Neureichen soll die Opera seria Ariadne, unmittelbar danach ein derbes Tanzstück aufgeführt werden. Dem Musiklehrer des Opernkomponisten kommt dies zu Ohren, und er beschwert sich darüber beim Haushofmeister. Dieser entgegnet ihm, dass es allein die Sache des Hausherrn sei, was und in welcher Reihenfolge er es aufgeführt sehen wolle, denn schließlich bezahle er „das Spektakel“. Die Mitwirkenden der Stücke und der Komponist treffen allmählich ein, so auch Zerbinetta mit ihren vier Partnern (Harlekin, Brighella, Scaramuccio und Truffaldin), die zum lustigen Nachspiel der Oper tanzen sollen. Der Komponist ist von Zerbinetta, diesem „entzückenden Mädchen“, fasziniert. Dann nimmt der Musiklehrer seinen Zögling beiseite und erzählt ihm, was ihm zu Ohren gekommen sei. Der Komponist ist entrüstet. Niemals soll ein lustiges Tanzspiel nach seinem Kunstwerk aufgeführt werden. Da erscheint der Haushofmeister mit dem neuesten Befehl seines Herrn. Die Opera seria und die Opera buffa sollen gleichzeitig gegeben werden, das ganze Stück dürfe zudem nur eine Stunde dauern, denn danach (um neun Uhr) müsse unbedingt pünktlich das Feuerwerk für die Gäste beginnen.
Der Musiklehrer ist entsetzt, der Tanzmeister zuversichtlich. Er macht den Vorschlag, dass man zunächst von der Opera seria einiges kürzen und die Tanzszenen behutsam dort einbauen solle. Der Komponist ist zunächst entrüstet. Zerbinetta versteht es jedoch, ihn zu überzeugen, und erklärt das Stück aus ihrer Sicht:

„Das Stück geht so: Eine Prinzessin wurde von ihrem Bräutigam sitzengelassen, und ihr nächster Verehrer ist vorerst noch nicht angekommen. Die Bühne stellt eine wüste Insel dar. Wir sind eine muntere Gesellschaft, die sich zufällig auf der Insel befindet […] und sobald sich eine Gelegenheit bietet, treten wir auf und mischen uns in die Handlung.“

Der Komponist ist hin- und hergerissen, überschwänglich feiert er die Macht der Musik: „Musik ist eine heilige Kunst.“ Als die Aufführung beginnen soll und Zerbinetta und ihre Begleiter auf die Bühne stürmen, schlägt seine Stimmung wieder um: „Wer hieß dich mich zerren in diese Welt hinein? Lass mich erfrieren, verhungern, versteinen in der meinigen!“

### Oper – Wilde Landschaft auf Naxos
„Die Oper ‚Ariadne‘ ist, was Dekoration (und Kostüme) betrifft, nicht etwa parodistisch zu halten, sondern ernsthaft im heroischen Opernstil der älteren Zeit (Louis XIV. oder Louis XV.), ältere vorhandene Dekorationen zu Gluckschen Opern können zur Richtschnur dienen, eventuell wird auch aus solchem Material die Dekoration zusammengestellt werden können. Heroischer Meeresstrand mit einer Höhle, womöglich alte Kulissen (Bäume, Felsen) mit geraden Gassen. Das Ganze dem Poussinschen Stil angenähert. Die Höhle der Ariadne kann entweder plastisch oder flach gemalt sein, in letzterem Falle muß sie aber einen praktikablen Eingang haben.
Unerläßlich ist die Andeutung, daß hier ein Spiel im Spiele, eine Bühne auf der Bühne gemeint sei. Diese kann erfolgen durch ein eingebautes Proszenium als Bühnenrahmen mit vergitterten Logen sowie ein paar Statisten: auch drei im Stil des XVIII. Jahrhunderts in die heroische Bühne hineinhängende Kronleuchter werden zu dieser Illusion beitragen, die jeweils von dem Regisseur auch auf anderem Wege erzielt werden kann.“

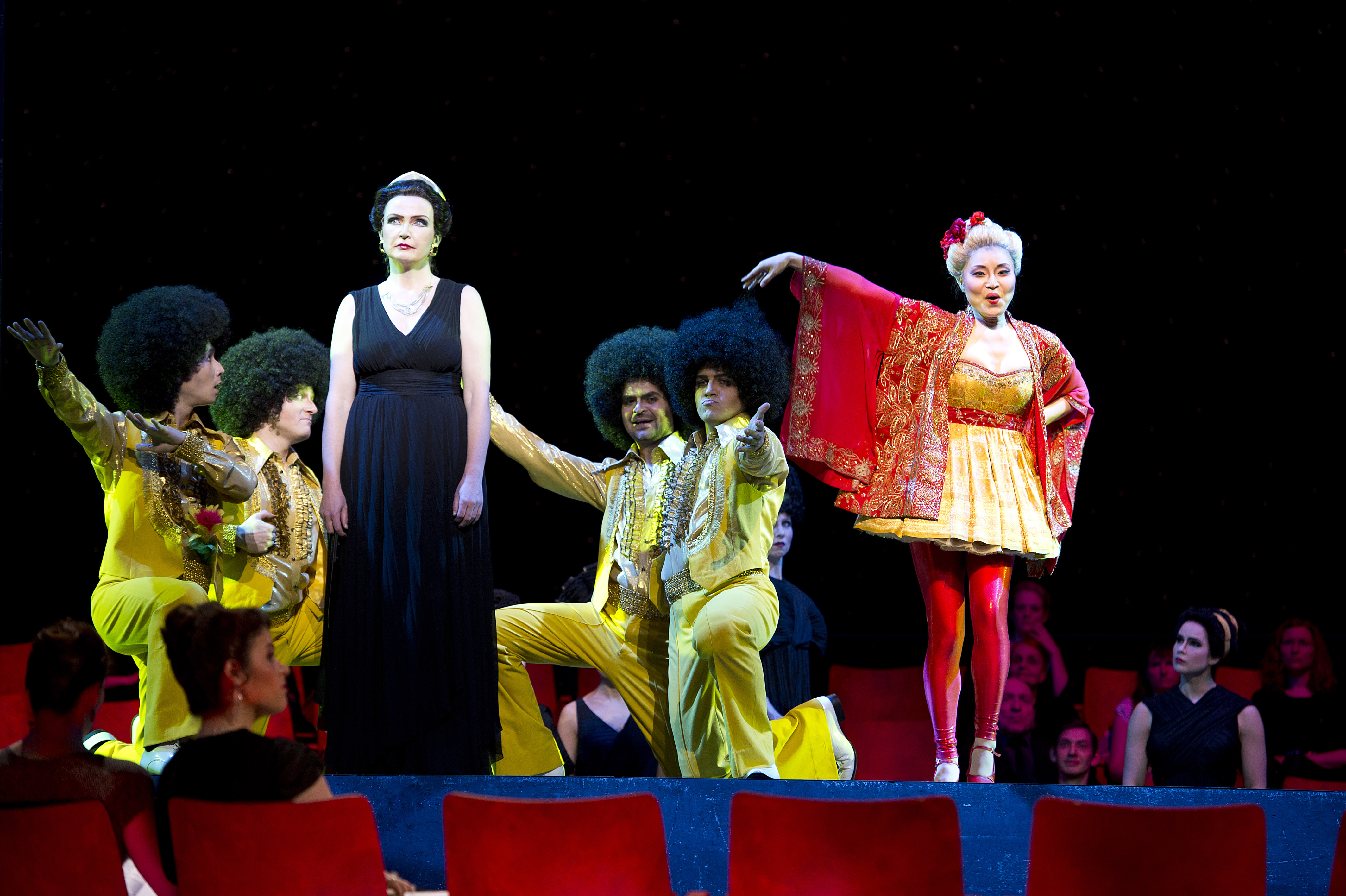
Ariadne (Anne Schwanewilms), Zerbinetta (Ha Young Lee) und Singspiel-Truppe. Hamburgische Staatsoper, 2012

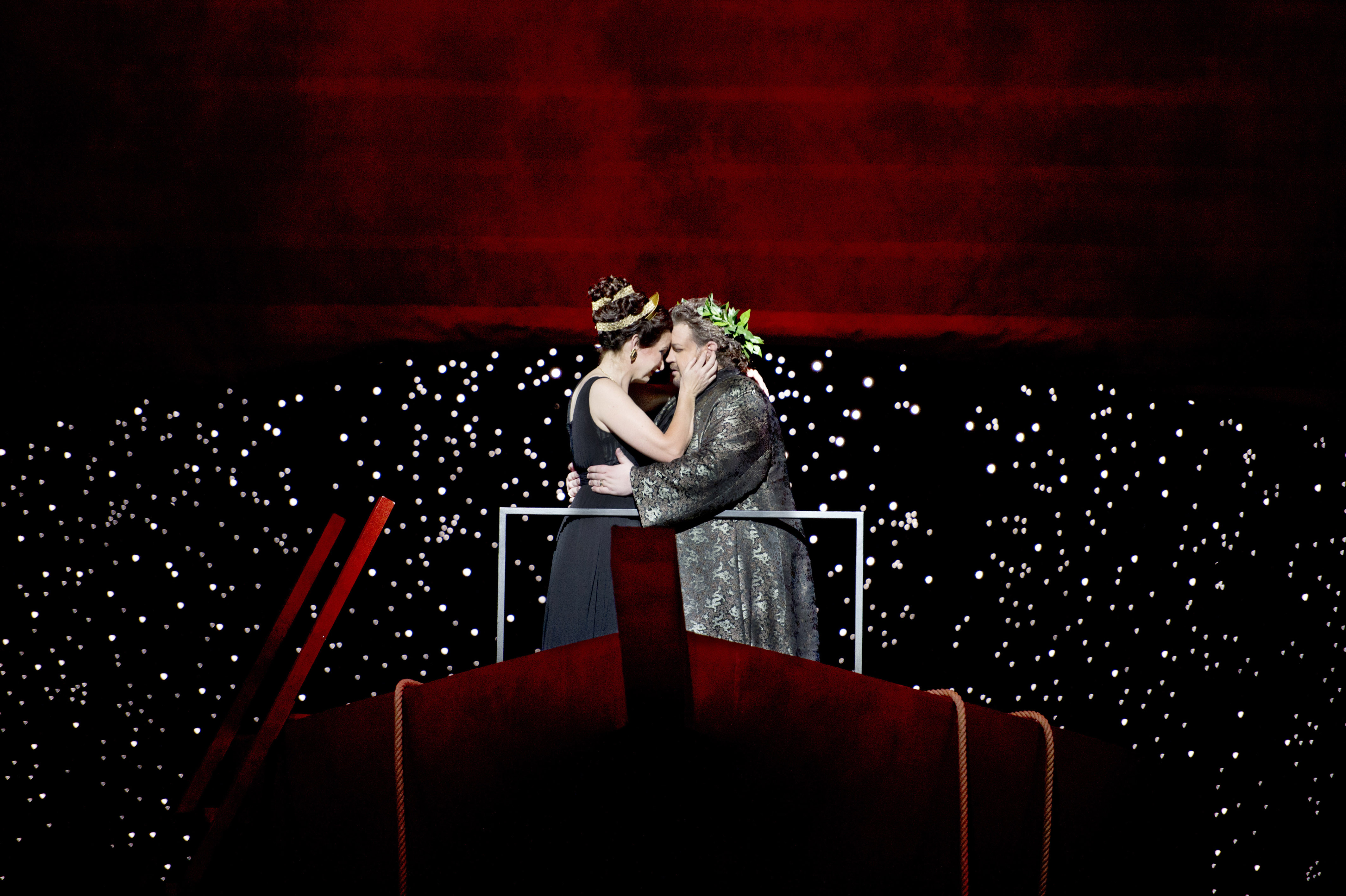
Ariadne (Anne Schwanewilms) und Bacchus (Johan Botha), Hamburg 2012

Die drei Nymphen Najade, Dryade und Echo bedauern Ariadne, die von ihrem geliebten Theseus auf der Insel Naxos verlassen wurde. Untröstlich klagt sie über die Hoffnungslosigkeit ihres Lebens. Sie wartet nur noch auf den Todesboten. Zerbinetta und ihre Gefährten versuchen, Ariadne mit Tanz und Gesang aufzuheitern. Dies jedoch misslingt. Danach versucht Zerbinetta in einem Gespräch unter vier Augen, von Frau zu Frau, Ariadne neuen Lebensmut zu geben (mit einer der spektakulärsten Koloraturarien): Großmächtige Prinzessin. Sie teilt Ariadne ihre Lebensphilosophie – insbesondere ihre Sichtweise über Liebe und Treue – mit: „Kam der neue Gott gegangen, hingegeben war ich stumm“, kann Ariadne jedoch weder aufheitern noch überzeugen. Stumm zieht sich Ariadne in ihre Höhle zurück. Danach erscheinen wieder Zerbinettas Gefährten. Gekonnt kokettiert sie mit ihnen und verschwindet dann mit ihrem erwählten Harlekin.
Die drei Nymphen bemerken die Ankunft eines Fremden. Es ist der Gott Bacchus, welcher der Macht Circes entkommen konnte und von seinem Sieg über Circe berichtet. Ariadne erwacht aus ihrer leblosen Starre und glaubt beim Anblick Bacchus’, der Todesbote Hermes sei endlich angekommen. Bacchus wiederum, von der Schönheit Ariadnes fasziniert, glaubt, sie sei eine Zauberin von der Kategorie Circes. Beide überwinden ihre natürliche Scheu und erfahren durch das Wunder der Liebe eine sagenhafte Wandlung. Ariadne erwacht zu neuem Leben und der Gott Bacchus, der ebenfalls der Liebe abgeschworen hatte, kehrt zu einer neuen Liebe zurück:

„Deiner hab’ ich um alles bedurft! Nun bin ich ein anderer, als ich war, durch deine Schmerzen bin ich reich, nun reg’ ich die Glieder in göttlicher Lust! Und eher sterben die ewigen Sterne, eh’ denn du stürbest aus meinem Arm!“

Zuvor hatte Zerbinetta, auf Bacchus und Ariadne weisend, mit spöttischem Triumph ihr Rondo wiederholt: „Kommt der neue Gott gegangen, hingegeben sind wir stumm!“

## Gestaltung
Grundlage des Werks ist zunächst der Gegensatz zwischen hoher und niederer Kunst mit ihren Repräsentanten der heroischen Oper und der Komödie. Zugleich spielen die Autoren mit der Verbindung mehrerer Zeitebenen – der Zeit Molières, der Gegenwart des frühen 20. Jahrhunderts und zusätzlich mit der Antike, die durch den Ariadne-Mythos einfließt. Die Autoren griffen dazu in Text, Musik und Szene auf das Mittel des Zitats zurück, das sie auf vielfältige Weise nutzten. Ein auffällig anachronistisches Beispiel hierfür ist die Gestalt des Komponisten, der dem jungen „Amadé“ (Wolfgang Amadeus Mozart) nachgebildet ist, aber bereits Ideen und Worte späterer Zeiten (z. B. aus Büchners Woyzeck) verwendet („Jeder Mensch ist ein Abgrund“). Hofmannsthal erläuterte seine Absichten in mehreren Briefen an Strauss. Wichtig war ihm vor allem das „Allomatische“ (die innere Verwandlung). Am 28. Mai 1911 beschrieb er das „Eigentliche“ als das „seelische Gewebe“ und am 23. Juli als „das leuchtend-schimmernde Medium, worin die geistige Erscheinung erst wirklich Erscheinung wird“.
Im Verlauf der Umarbeitung des ursprünglich geplanten kurzen Divertissements zur vollwertigen Oper verlor der zweite Protagonist Bacchus immer mehr an Bedeutung. Die Hauptfiguren wurden nun die gegensätzlichen Sopranrollen der Ariadne und der Zerbinetta. Beide sind vielschichtiger gestaltet, als der erste Anschein glauben lässt. Die oberflächlich und frivol scheinende Zerbinetta zeigt viel Verständnis für den Verlust Ariadnes, und auch die zunächst wie eine „stilisierte Figur“ wirkende Ariadne erweist sich als menschlich. Der ursprünglich intendierte Kontrast von Göttlichem (Ariadne) und Menschlichem (Zerbinetta) wurde um weitere Dualitäten erweitert. Walter Werbecks Richard-Strauss-Handbuch nennt in diesem Zusammenhang die Gegensätze von „Treue – Promiskuität“, „ewig – augenblicklich“, „Transzendenz – Illusion“ und „Negation – Akzeptanz“.:202
Der Musikstil des in der zweiten Fassung ergänzten „Vorspiels“ unterscheidet sich deutlich von dem der eigentlichen „Oper“. Im Vorspiel herrscht ein leichter Parlando-Stil vor. Die Orchestereinleitung des Vorspiels nimmt bereits „wie bei einem Potpourri“ musikalische Motive vorweg, die erst im weiteren Verlauf ihre Bedeutung erhalten. Das Vorspiel ist als durchkomponierte Großform mit rhythmisierten Rezitativen gestaltet. In der Oper bildete Strauss die geschlossenen Formen der älteren Operntypen von Opera seria und Opera buffa nach, die er allerdings nahtlos miteinander verknüpfte.
Strauss zitiert in der Ariadne verschiedene ältere Werke. Harlekins „Lieben, Hassen“ basiert auf Mozarts Klaviersonate A-Dur KV 331. Das „Töne, töne, süße Stimme“ der Nymphen zitiert Franz Schuberts Wiegenlied D 498. Die Koloraturarie der Zerbinetta enthält zwar keine direkten Zitate, orientiert sich aber stilistisch an Komponisten wie Vincenzo Bellini oder Gaetano Donizetti.:199

### Orchester
Die Orchesterbesetzung der Zweitfassung enthält die folgenden Instrumente:
- Holzbläser: zwei Flöten (auch Piccolo), zwei Oboen, zwei Klarinetten (2. auch Bassklarinette),[10] zwei Fagotte
- Blechbläser: zwei Hörner, Trompete, Posaune
- Pauken, Schlagzeug (drei Spieler): kleine Trommel, Becken, große Trommel, Triangel, Tamburin, Glockenspiel
- zwei Harfen
- Klavier, Harmonium, Celesta
- Streicher: sechs Violinen, vier Bratschen, vier Violoncelli, zwei Kontrabässe

## Werkgeschichte
Nach der erfolgreichen Uraufführung des Rosenkavaliers Anfang 1911 beabsichtigten Strauss und Hofmannsthal, dem Regisseur Max Reinhardt für seinen Einsatz mit „einer kleinen Oper nur für Kammermusik“ (Brief Hofmannsthals vom 21. Januar 1911 an seinen Vater) zu danken. Mit Reinhardt wollte er zu dieser Zeit die Komödien Molières wiederbeleben. Schon im Februar beschloss er, das Sujet der verlassenen Ariadne mit einer der Komödien zu kombinieren. Auch der Entschluss, dem ernsten mythologischen Thema die leichten Figuren der Commedia dell’arte entgegenzusetzen, fiel schnell. Er teilte Strauss am 20. März brieflich mit, dass der Text der Oper im Kopf „so gut wie fertig“ sei. Zu dieser Zeit betrachtete er das Projekt nur als kleine „Zwischenarbeit“, mit der er lernen könne, wie „ein dramatisches Ganzes aufzubauen sei“, ohne auf Secco-Rezitative oder Prosa zurückzugreifen.:195 Erste Pläne sahen noch Molières La comtesse d’Escarhagnas (1671) als Rahmen für die Oper vor. Im Mai entschied er sich stattdessen für die Komödie Le bourgeois gentilhomme (deutsch: Der Bürger als Edelmann) von 1670, die ursprünglich mit Musik von Jean-Baptiste Lully versehen war.:195 Diese sollte auf zwei Akte gekürzt, und anstelle der ursprünglichen abschließenden Türkenszene sollte nun die Ariadne-Oper gespielt werden. Er sandte Strauss schon nach wenigen Tagen ein erstes Szenarium und bat ihn um Hinweise über die Position der gewünschten Musiknummern. Strauss antwortete am 22. Mai mit detaillierten Angaben über die Gesangsdisposition und der vorgesehenen Musikstücke, bei denen die Figur der Zerbinetta durch eine große Koloraturarie auffiel. Er deutete Hofmannsthal allerdings auch an, dass ihn das Projekt nicht besonders interessiere. Hofmannsthal beschrieb ihm daraufhin in mehreren Briefen die vorgesehene Struktur, und Anfang 1911 trafen sich die beiden in Garmisch.:195 Die Arbeit am Libretto war am 12. Juli 1911 abgeschlossen. Ein Jahr später, am 21. Juli 1912 benachrichtigte Strauss Hofmannsthal von der Vollendung der Partitur. Da das Werk ursprünglich für Reinhardts Berliner Schauspieltheater gedacht war, das keinen richtigen Orchestergraben besaß, sah die Musik ein Kammerorchester mit wenig mehr als dreißig Musikern vor.:198
Wegen der Aufführungsproblematik dieser Kombination aus Schauspiel und Oper fand die Uraufführung am 25. Oktober 1912 nicht in einem Opernhaus, sondern im gerade eröffneten Kleinen Haus des Stuttgarter Hoftheaters statt. Der Titel dieser ersten Fassung des Werks (TrV 228) lautete vollständig Ariadne auf Naxos. Oper in einem Aufzuge. Zu spielen nach dem „Bürger als Edelmann“ des Molière. Die Inszenierung stammte von Max Reinhardt selbst, das Bühnenbild von Ernst Stern. Strauss dirigierte die ersten beiden Aufführungen. Die Folgeaufführungen leitete Max von Schillings. Aus dem Ensemble des Stuttgarter Theaters wurden nur die Nebenrollen und die Mehrzahl der Instrumentalisten besetzt. Die Darsteller der Komödie waren Mitglieder von Reinhardts Berliner Schauspielensemble. Ansonsten setzte man auf bekannte Sängerstars. Es sangen Maria Jeritza (Ariadne), Hermann Jadlowker (Bacchus), Curt Busch (Tanzmeister), Margarethe Siems (Zerbinetta), Albin Swoboda (Harlekin), Georg Mender (Scaramuccio), Reinhold Fritz (Truffaldin), Franz Schwerdt (Brighella), Margarethe Junker-Burchardt (Najade), Sigrid Onégin (Dryade), Erna Ellmenreich (Echo). Noch im selben Jahr wurde das Werk an vierzehn weiteren Häusern gespielt, u. a. in Zürich und Prag. 1913 gab es siebzehn Aufführungen, beispielsweise in Berlin, Basel und London.:203f Das Werk verschwand jedoch aufgrund der schwierigen Realisierung (zwei unterschiedliche Ensembles wurden benötigt) fast überall innerhalb von drei Jahren von den Spielplänen. Nur in Stuttgart hielt es sich bis 1924.
Die übermäßig langen Vorstellungen der ersten Fassung waren insgesamt nur von geringem Erfolg gekrönt. Auch Hofmannsthal empfand die Kombination von Oper und Schauspiel als „zu schematisch“ und „gezwungen“. Er schrieb daher bis zum 12. Juni 1913 gegen den anfänglichen Widerstand des Komponisten ein neues Vorspiel zu Strauss’ Oper, das die Komödie ersetzen sollte und sich ironisch mit der Entstehungsgeschichte des Werks selbst auseinandersetzt. Der Handlungsort Paris wurde nicht mehr erwähnt. Die Rolle des Jourdain fiel fort. Besondere Bedeutung erhielt die neue Figur des Komponisten. Strauss vertonte es erst nach Fertigstellung seines Balletts Josephs Legende und der Oper Die Frau ohne Schatten. Seine „neue Bearbeitung“ (TrV 228a) mit dem vollständigen Titel Ariadne auf Naxos. Oper in einem Aufzuge nebst einem Vorspiel enthält abgesehen von einer einzigen Ausnahme keine Motive der ursprünglichen Bühnenmusik zu Molières Komödie mehr. Die Oper selbst wurde nur geringfügig überarbeitet. Strauss vereinfachte die Partie Zerbinettas und verstärkte die Apotheose der Liebe von Ariadne und Bacchus am Schluss. Diese Fassung wurde am 4. Oktober 1916 an der Wiener Hofoper mit Erfolg uraufgeführt. Der Dirigent war Franz Schalk. Regie führte Wilhelm Wymetal. Das Bühnenbild basierte auf Entwürfen von Hans Püringer, und die Kostüme stammten von Heinrich Lefler. Die Darsteller waren Anton August Stoll (Haushofmeister), Rudolf Hofbauer/Neuber (Musiklehrer), Lotte Lehmann/Marie Gutheil-Schoder (Komponist), Maria Jeritza (Primadonna/Ariadne), Béla von Környey (Tenor/Bacchus), Anton Arnold (Offizier), Adolph Nemeth (Tanzmeister), Gerhard Stehmann (Perückenmacher), Viktor Madin (Lakai), Selma Kurz (Zerbinetta), Hans Duhan (Harlekin), Hermann Gallos (Scaramuccio), Julius Betetto (Truffaldin), Georg Maikl (Brighella), Charlotte Dahmen (Najade), Hermine Kittel (Dryade), Carola Jovanovich (Echo).
Die Bühnenmusik zum Bürger als Edelmann überarbeitete Strauss unabhängig von der Oper. Hofmannsthal erweiterte seine Fassung der Komödie um einen dritten Akt, zu dem Strauss ebenfalls Musik beisteuerte. Es gab nun siebzehn anstelle der ursprünglichen zehn Nummern, davon acht aus der ersten Fassung. Zwei Stücke übernahm Strauss aus Lullys ursprünglicher Musik. Diese Fassung mit dem Titel Der Bürger als Edelmann. Komödie mit Tänzen von Molière. Freie Bühnenbearbeitung in drei Aufzügen (ohne die Ariadne-Oper) wurde am 9. April 1918 in Berlin unter der Leitung von Einar Nilson in einer Inszenierung von Max Reinhardt uraufgeführt, aber nur 31 Mal gespielt.:196
Neun Instrumentalsätze aus der Bühnenmusik stellte Strauss anschließend zu der Orchestersuite Der Bürger als Edelmann zusammen, die am 31. Januar 1920 im Großen Saal des Wiener Konzerthauses unter der Leitung des Komponisten erstmals gespielt wurde.
Alle vier Fassungen – Oper, Oper mit Vorspiel, Ballettmusik und Suite – versah Strauss ohne weitere Unterscheidung mit der Opus-Nummer 60 und widmete sie „Max Reinhardt in Verehrung und Dankbarkeit“.
Obwohl sich die Oper erst in der zweiten Fassung ohne Molières Komödie dauerhaft durchsetzte, gab es auch einige Wiederbelebungsversuche der ersten Fassung:
- 1950: Edinburgh-Festival[1]
- 1962: Stuttgart – anlässlich der Wiedereröffnung des Kleinen Hauses[1]
- 1962: Glyndebourne Festival[1]
- 1976: Graz[1]
- 1991: Salzburg – vielgerühmte Inszenierung von John Cox und Stephan Kohler; mit Heide Christians, Carmen Fuggiss und Wolfgang Müller-Lorenz[1]
- 1994: Lyon – Bearbeitung mit auf zwei Sprechrollen und Pantomimen reduzierter Molière-Komödie; Regie: Ernst-Theo Richter; Dirigent: Kent Nagano; mit Leontyne Price, Carmen Fuggiss und Robert Schunk[1]
- 2012: Salzburg – Inszenierung: Sven-Eric Bechtolf[7]:204

Bedeutende Inszenierungen der zweiten Fassung waren:
- 1925: Berlin, Städtische Oper – Regie: Heinz Tietjen, Dirigent: Bruno Walter; mit Emmy Bettendorf, Maria Ivogün, Carl Martin Oehmann und Maria Schreker[1][15]
- 1926: Salzburg – erste Strauss-Oper bei den Salzburger Festspielen; Regie: Lothar Wallerstein, Dirigent: Clemens Krauss; mit Lotte Lehmann, Maria Gerhart, John Gläser und Maria Rajdl[1]
- 1937: München, Cuvilliés-Theater im Rahmen der Münchner Festspiele – Regie: Rudolf Hartmann, Dirigent: Clemens Krauss; Szene: Ludwig Sievert; mit Viorica Ursuleac, Adele Kern, Torsten Ralf und Hildegarde Ranczak[1]
- September 1937: Paris, Théâtre des Champs-Élysées, Gastspiel im Rahmen einer „deutschen Kulturwoche“ – Regie: Heinz Tietjen, Dirigent: Clemens Krauss; mit Viorica Ursuleac, Erna Berger, Helge Rosvaenge[1][16][17]
- 1947: Wien – Regie: Lothar Wallerstein; Dirigent: Josef Krips; mit Maria Reining/Maria Cebotari, Elisabeth Schwarzkopf, Max Lorenz und Irmgard Seefried/Sena Jurinac[1]
- 1950: Mailand – Regie: Giorgio Strehler; Dirigent: Issay Dobrowen; Ariadne: Victoria de los Ángeles, Zerbinetta: Alda Noni[1]
- 1951: Berlin, Städtische Oper (laut Pipers Enzyklopädie des Musiktheaters 1952 an der Staatsoper) – Regie: Heinz Tietjen, Dirigent: Leo Blech; mit Maria Müller, Rita Streich, Robert Bernauer und Irma Beilke[1][15]
- 1954: Salzburger Festspiele – Regie: Josef Gielen; Dirigent: Karl Böhm; mit Lisa della Casa, Hilde Güden, Rudolf Schock und Irmgard Seefried[1]
- 1979: Salzburger Festspiele – Inszenierung: Dieter Dorn; Ariadne: Hildegard Behrens; „psychologisch genaue Inszenierung“, in der die Handlung in die Entstehungszeit versetzt wurde[1]
- 1989: Frankfurt a. M. – Regie: Peter Mussbach[1]
- 1990: Würzburg – Regie: Ulrich Peters[1]
- 1991: Milwaukee – Regie: Jay Lesenger[1]
- 1992: Stuttgart – Inszenierung: Axel Manthey[1]
- 2001: Salzburg – Inszenierung: Jossi Wieler und Sergio Morabito[7]:204
- 2008: München – Inszenierung: Robert Carsen[7]:204
- 2012: Hamburg – Inszenierung: Christian Stückl[7]:204

Die Bühnenmusik der dritten Fassung wurde nur selten aufgeführt. Zu nennen sind hier eine Aufführung von 1924 unter der Leitung des Komponisten im Redoutensaal Wien und eine Produktion der Salzburger Festspiele 1939 (Regie: Heinz Hilpert, Dirigent: Rudolf Moralt).

## Aufnahmen
Ariadne auf Naxos ist vielfach auf Tonträger erschienen. Operadis nennt 64 Aufnahmen im Zeitraum von 1913 bis 2009. Daher werden im Folgenden nur die in Fachzeitschriften, Opernführern oder Ähnlichem besonders ausgezeichneten oder aus anderen Gründen nachvollziehbar erwähnenswerten Aufnahmen aufgeführt.
- März/April 1913 – Bruno Seidler-Winkler (Dirigent), Neues Tonkünstler-Orchester. 
 Elisabeth Böhm van Endert (Ariadne), Adelaïde von Skilondz  (Zerbinetta, Najade und Schäferin), Margarethe Arndt-Ober (Dryade), Birgit Engell (Echo).
 Ausschnitte der ersten Fassung; Studio-Aufnahme.
 DGG (Schellack).[19]:17342
- 11. Juni 1935 – Clemens Krauss (Dirigent), Mitglieder des Großen Orchesters des Reichssenders Berlin.
 Viorica Ursuleac (Ariadne), Helge Rosvaenge (Bacchus),  Erna Berger (Zerbinetta), Karl Hammes (Harlekin), Benno Arnold (Scaramuccio), Eugen Fuchs (Truffaldin), Erich Zimmermann (Brighella), Miliza Korjus (Najade), Gertrud Rünger (Dryade), Ilonka Holndonner (Echo).
 Früheste Aufnahme; ohne Prolog; Studio-Aufnahme.
 Arlecchino CD: ARL 14-16, Preiser CD: 90259, Cantus Classics 500746 (2 CDs).[20][19]:17343
- 11. Juni 1944 – Karl Böhm (Dirigent), Orchester der Wiener Staatsoper.
 Alfred Muzzarelli (Haushofmeister), Paul Schöffler (Musiklehrer), Irmgard Seefried (Komponist), Maria Reining (Primadonna/Ariadne), Max Lorenz (Tenor/Bacchus), Friedrich Jelinek (Offizier), Josef Witt (Tanzmeister), Hermann Baier (Perückenmacher), Hans Schweiger (Lakai), Alda Noni (Zerbinetta), Erich Kunz (Harlekin), Richard Sallaba (Scaramuccio), Marjan Rus (Truffaldin), Peter Klein (Brighella), Emmy Loose (Najade), Melanie Frutschnigg (Dryade), Elisabeth Rutgers (Echo).
 Live aus Wien; Festaufführung zum 80. Geburtstag des Komponisten.
 Opernwelt-CD-Tipp: „Historische Bedeutung“, „künstlerisch wertvoll“.[21]
 Preiser CD: 90217, Arlecchino CD: ARL 14-16.[19]:17345
- 30. Juni bis 7. Juli 1954 – Herbert von Karajan (Dirigent), Philharmonia Orchestra London.
 Alfred Neugebauer (Haushofmeister), Karl Dönch (Musiklehrer), Irmgard Seefried (Komponist), Elisabeth Schwarzkopf (Primadonna/Ariadne), Rudolf Schock (Tenor/Bacchus), Gerhard Unger (Offizier und Scaramuccio), Hugues Cuénod (Tanzmeister), Erich Strauss (Perückenmacher), Otakar Kraus (Lakai), Rita Streich (Zerbinetta), Hermann Prey (Harlekin), Fritz Ollendorff (Truffaldin), Helmut Krebs (Brighella), Lisa Otto (Najade), Grace Hoffman (Dryade), Anny Felbermayer (Echo).
 Studio-Aufnahme.
 Opernwelt-CD-Tipp: „Referenz-Aufnahme“.[21]
 Gramophone-Empfehlung: „Historical choice“.[20]
 Walter Werbeck: „Diskographischer Hinweis – 2. Fassung“.[7]
 EMI 7 69296 2 (2 CDs), Naxos historical 8.111033-34 (2 CDs), Cantus Classics 500645 (2 CDs).[19]:17351
- 21. August 1965 – Karl Böhm (Dirigent), Günther Rennert (Regie), Wiener Philharmoniker.
 Erik Frey (Haushofmeister), Paul Schöffler (Musiklehrer), Sena Jurinac (Komponist), Hildegard Hillebrecht (Primadonna/Ariadne), Jess Thomas (Tenor/Bacchus), Kurt Equiluz (Offizier), John van Kesteren (Tanzmeister), Walter Rahninger (Perückenmacher), Herbert Lackner (Lakai), Reri Grist (Zerbinetta), Gerd Feldhoff (Harlekin), David Thaw (Scaramuccio), Georg Stern (Truffaldin), Gerhard Unger (Brighella), Lotte Schädle (Najade), Claudia Hellmann (Dryade), Lisa Otto (Echo).
 Video; live aus Salzburg.
 Csampai/Holland: „Diskographische Empfehlung“.[22]
 TDK DV-CLOPAAN (1 DVD).[19]:17363
- 26. Juni bis 6. Juli 1968 – Rudolf Kempe (Dirigent), Staatskapelle Dresden.
 Erich-Alexander Winds (Haushofmeister), Theo Adam (Musiklehrer), Teresa Żylis-Gara (Komponist), Gundula Janowitz (Primadonna/Ariadne), James King (Tenor/Bacchus), Eberhard Büchner (Offizier), Peter Schreier (Tanzmeister und Scaramuccio), Günter Dressler (Perückenmacher), Wilfried Schaal (Lakai), Sylvia Geszty (Zerbinetta), Hermann Prey (Harlekin), Siegfried Vogel (Truffaldin), Hans Joachim Rotzsch (Brighella), Erika Wustmann (Najade), Annelies Burmeister (Dryade), Adele Stolte (Echo).
 Studio-Aufnahme.
 Opernwelt-CD-Tipp: „künstlerisch wertvoll“.[21]
 Csampai/Holland: „Diskographische Empfehlung“.[22]
 EMI CD: 7 64159 2.[19]:17366
- 20. November 1976 – Karl Böhm (Dirigent), Orchester der Wiener Staatsoper.
 Erich Kunz (Haushofmeister), Walter Berry (Musiklehrer), Agnes Baltsa (Komponist), Gundula Janowitz (Primadonna/Ariadne), James King (Tenor/Bacchus), Peter Weber (Offizier), Heinz Zednik (Tanzmeister), Alfred Šramek (Lakai), Edita Gruberová (Zerbinetta), Barry McDaniel (Harlekin), Kurt Equiluz (Scaramuccio), Manfred Jungwirth (Truffaldin), Gerhard Unger (Brighella), Hilde de Groote (Najade), Axelle Gall (Dryade), Sonia Ghazarian (Echo).
 Live aus Wien.
 Csampai/Holland: „Diskographische Empfehlung“.[22]
 Gramophone-Empfehlung: „Top choice“.[20]
 Orfeo C 817 112.[19]:17378
- Januar 1986 – James Levine (Dirigent), Wiener Philharmoniker.
 Otto Schenk (Haushofmeister), Hermann Prey (Musiklehrer), Agnes Baltsa (Komponist), Anna Tomowa-Sintow (Primadonna/Ariadne), Gary Lakes (Tenor/Bacchus), Ewald Aichberger (Offizier), Heinz Zednik (Tanzmeister), Günter von Kannen (Perückenmacher), Alfred Šramek (Lakai), Kathleen Battle (Zerbinetta), Urban Malmberg (Harlekin), Josef Protschka (Scaramuccio), Kurt Rydl (Truffaldin), Hans Sojer (Brighella), Barbara Bonney (Najade), Helga Müller-Molinari (Dryade), Dawn Upshaw (Echo).
 Studio-Aufnahme.
 Grammy Awards 1988: „Beste Opernaufnahme“.
 DG CD: 419 225-2, DGG LP: 419 225-1, DGG MC: 419 225-4.[19]:17395
- Januar 1988 – Kurt Masur (Dirigent), Gewandhausorchester Leipzig.
 Rudolf Asmus (Haushofmeister), Dietrich Fischer-Dieskau (Musiklehrer), Julia Varady (Komponist), Jessye Norman (Primadonna/Ariadne), Paul Frey (Tenor/Bacchus), Wolfgang Millgramm (Offizier), Martin Finke (Tanzmeister und Scaramuccio), Egbert Junghanns (Perückenmacher), Rolf Wollrad (Lakai), Edita Gruberová (Zerbinetta), Olaf Bär (Harlekin), Gerd Wolf (Truffaldin), Andreas Conrad (Brighella),  Eva Lind (Najade), Marianne Rørholm (Dryade), Julie Kaufmann (Echo).
 Studio-Aufnahme.
 Opernwelt-CD-Tipp: „künstlerisch wertvoll“.[21]
 Philips CD: 422 084-2 (2 CDs).[19]:17401
- April/Mai 1994 – Kent Nagano (Dirigent), Orchester der Opéra National de Lyon.
 Ernst Theo Richter (Haushofmeister), Margaret Price (Primadonna/Ariadne), Gösta Winbergh (Tenor/Bacchus), Sumi Jo (Zerbinetta), Thomas Mohr (Harlekin), Steve Cole (Scaramuccio), Alfred Kuhn (Truffaldin), Markus Schäfer (Brighella), Brigitte Fournier (Najade), Doris Lamprecht (Dryade), Virginie Pochon (Echo).
 Studio-Aufnahme.
 Erste Fassung mit Reduktion der Molière-Komödie auf die Musiknummern und eine Sprechrolle.
 Csampai/Holland: „Diskographische Empfehlung“.[22]
 Walter Werbeck: „Diskographischer Hinweis – 1. Fassung“.[7]
 Virgin Classics 7243 5 45111 2 7 (2 CDs).[19]:17405
- September/Dezember 2000 – Giuseppe Sinopoli (Dirigent), Staatskapelle Dresden.
 Romuald Pekny (Haushofmeister), Albert Dohmen (Musiklehrer), Anne Sofie von Otter (Komponist), Deborah Voigt (Primadonna/Ariadne), Ben Heppner (Tenor/Bacchus), Klaus Florian Vogt (Offizier), Michael Howard (Tanzmeister), Matthias Henneberg (Perückenmacher), Jürgen Comichau (Lakai), Natalie Dessay (Zerbinetta), Stephan Genz (Harlekin), Ian Thompson (Scaramuccio), Sami Luttinen (Truffaldin), Christoph Genz (Brighella), Christiane Hossfeld (Najade), Angela Liebold (Dryade), Eva Kirchner (Echo).
 Studio-Aufnahme.
 Gramophone-Empfehlung: „Modern choice“.[20]
 Walter Werbeck: „Diskographischer Hinweis – 2. Fassung“.[7]
 Csampai/Holland: „Diskographische Empfehlung“.[22]
 DGG 471 323-2 (2 CDs); Brilliant 9084 (A/01).[19]:17411
- 16. Dezember 2006 (?) – Christoph von Dohnányi (Dirigent), Claus Guth (Inszenierung), Orchester des Opernhauses Zürich.
 Alexander Pereira (Haushofmeister), Michael Volle (Musiklehrer), Michelle Breedt (Komponist), Emily Magee (Primadonna/Ariadne), Roberto Saccà (Tenor/Bacchus), Randall Ball (Offizier), Guy de Mey (Tanzmeister), Andrew Ashwin (Perückenmacher), Ruben Drole (Lakai), Elena Moșuc (Zerbinetta), Gabriel Bermúdez (Harlekin), Martin Zysset (Scaramuccio), Reinhard Mayer (Truffaldin), Blagoj Nacoski (Brighella), Eva Liebau (Najade), Irène Friedli (Dryade), Sandra Trattnig (Echo).
 Video; live aus Zürich.
 Gramophone-Empfehlung: „DVD/Blu-ray choice“.[20]
 Preis der deutschen Schallplattenkritik 2008: „DVD-Video-Produktionen“.[23]
 ArtHaus DVD 107 249; Blu-ray 108 045; TDK DVWW-OPAAN (Naxos).[19]:17424

## Benennung
Der Ariadneweg ist eine Sackgasse im Arabellapark, einem Wohn- und Gewerbegebiet im Münchner Stadtteil Bogenhausen. Der Arabellapark wird auch Richard-Strauss-Viertel genannt, in dem die Straßennamen nach dem Komponisten Richard Strauss und dessen Werken benannt sind. Hierzu gehört der Ariadneweg.